# Ctenjapyx parkeri
Ctenjapyx parkeri är en urinsektsart som beskrevs av Smith 1964. Ctenjapyx parkeri ingår i släktet Ctenjapyx och familjen Japygidae. Inga underarter finns listade i Catalogue of Life.